# Фернвальд
Фернвальд (нем. Fernwald) — община в Германии, в земле Гессен. Подчиняется административному округу Гиссен. Входит в состав района Гиссен. Население составляет 6 615 человек (на 30 июня 2009 года). Занимает площадь 21,57 км².
Община подразделяется на 3 сельских округа.